# هر پادشاهی
 «هر پادشاهی» آلبومی از هنرمند اهل بریتانیا بن هاوارد است که در سال ۲۰۱۱ میلادی منتشر شد.